# پایه موج

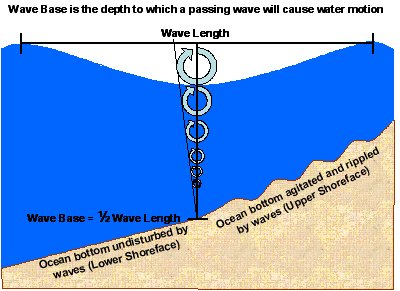
نمودار پایه موج

پایه موج (به انگلیسی: Wave base)، در اقیانوس‌شناسی فیزیکی، بیشینه عمقی است که عبور موج آب از آن نقطه سبب جابجایی قابل توجه آب و رسوبات بستر می‌شود. در ژرفای آب عمیق‌تر از پایه موج، رسوبات کف و بستر دریا دیگر با حرکت موج بالا تکان نمی‌خورند.